# The End of the Track
 (mai 2020).
Pour plus de détails, voir Fiche technique et Distribution.
The End of the Track (跑道終點, Pao dao zhong dian) est un film taïwanais réalisé par Mou Tun-fei, sorti en 1970.

## Synopsis
L'histoire de deux adolescents inséparables : l'un, intellectuel, fils de bonne famille et l'autre, sportif, fils de vendeurs de rue qui va mourir brutalement. Le film est l'évocation d'un possible amour homosexuel.

## Fiche technique
- Titre : The End of the Track
- Titre original : 跑道終點 (Pao dao zhong dian)
- Réalisation : Mou Tun-fei
- Pays :  Taïwan
- Genre : Drame
- Durée : 91 minutes
- Dates de sortie : 
  -  Taïwan : 1970